# Vulcanus

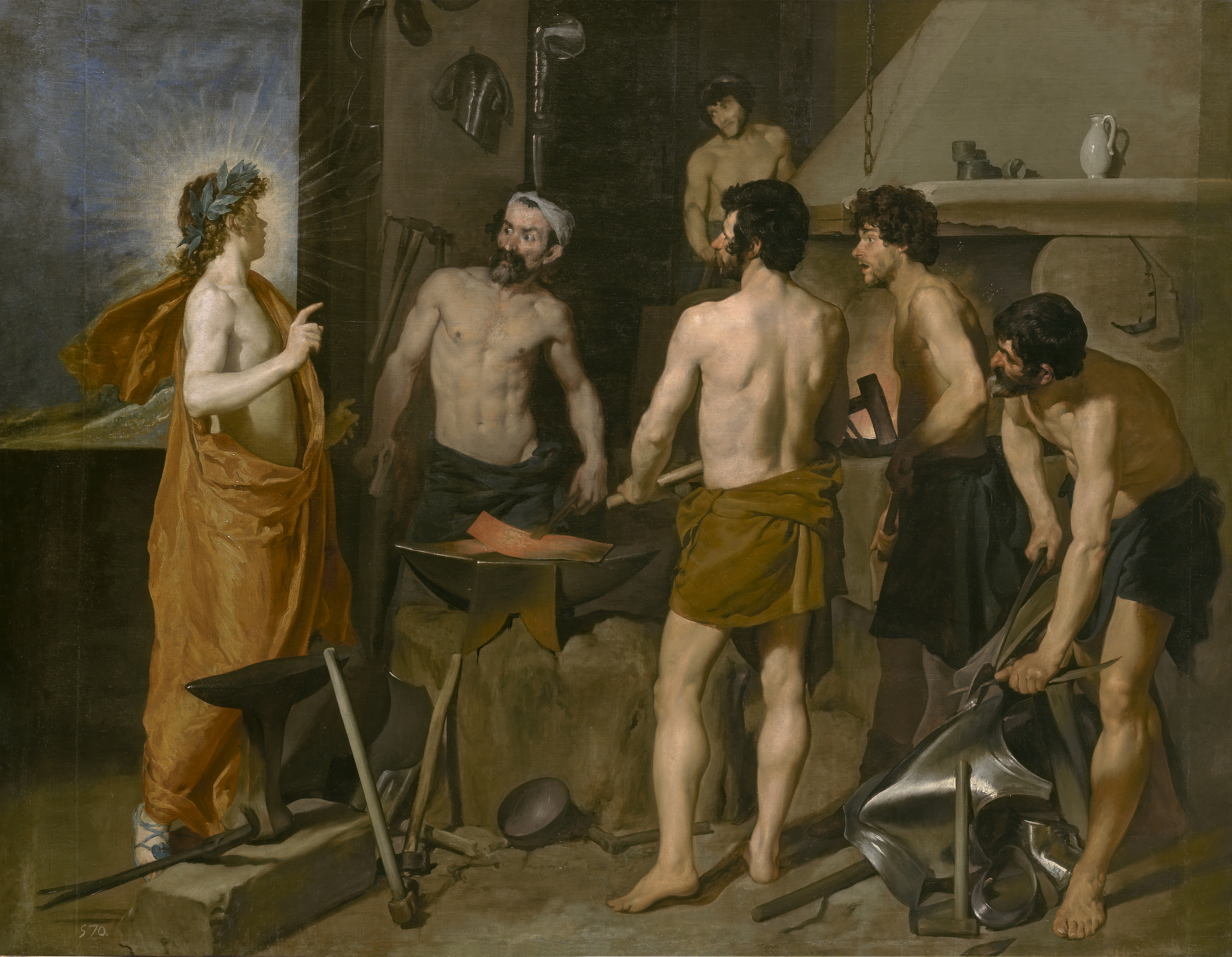
Vulcanus kovácsműhelye, Diego Velázquez festménye

Vulcanus a római mitológiában Iuppiter és Iuno Regina fia, Venus férje, és Caeculus apja. Ő volt a tűz és a vulkánok istene, és ő készítette az istenek és a hősök fegyverzetét. Ezt a szerepkört a római mitológia hellenizálódása során kapta, amikor Vulcanust a görög mitológia Héphaisztoszával, a kovácsistennel azonosították.
A rómaiak eredetileg csak a tűz és a tűzhányók isteneként tisztelték, úgy tartották, hogy Vulcanus lakhelye Szicíliában, az Etna alatt vagy pedig a Lipari-szigetekhez tartozó mai Vulcano sziget alatt van. Később a kovácsműhelyét helyezték oda. A vulcanalia ünnepen, amelyet augusztus 23-án tartottak, halakat és kis állatokat dobtak tűzbe az isten tiszteletére.

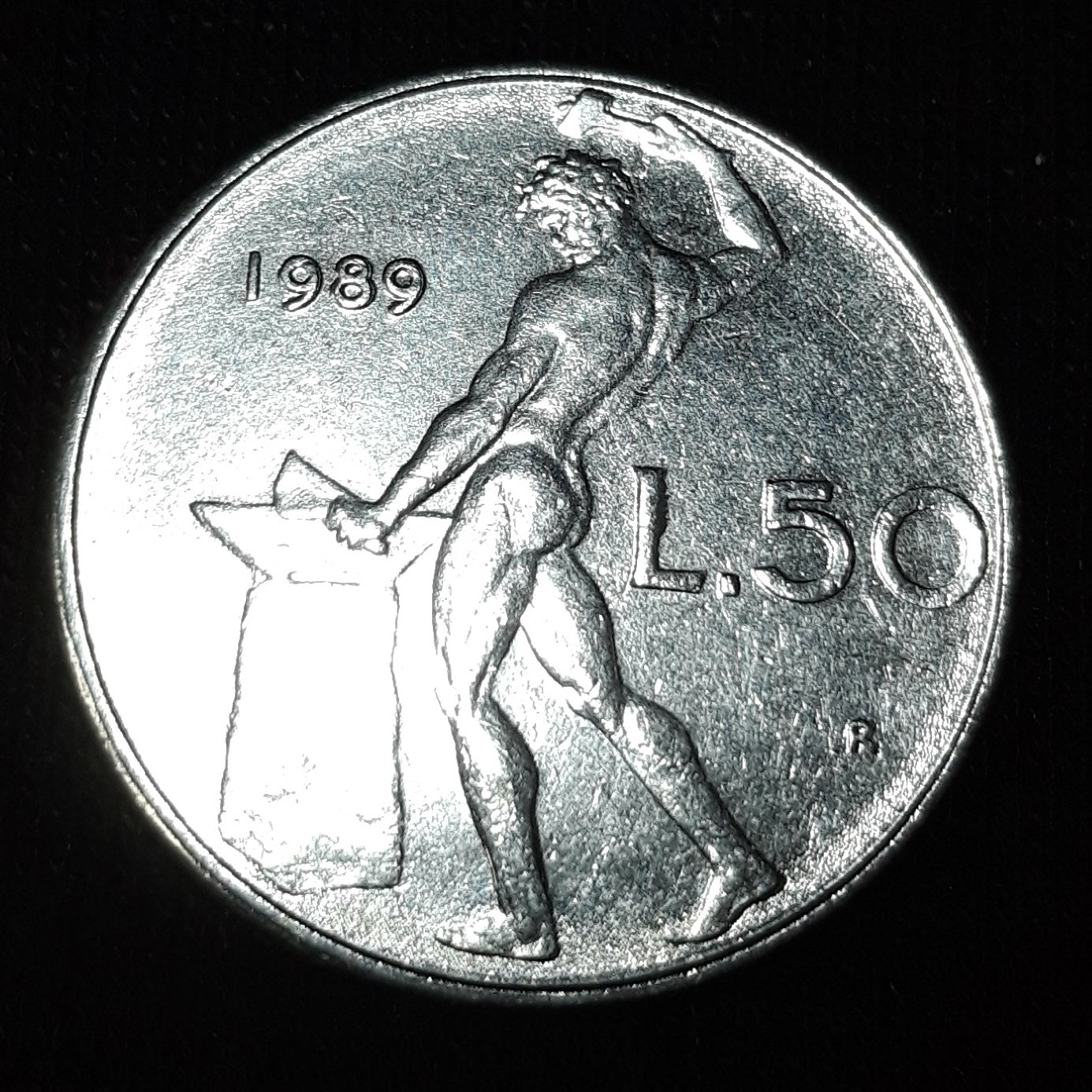
Meztelen Vulcanus olasz 50 lírás érme hátoldalán.